# Kirche der wahren orthodoxen Christen Griechenlands (Kallinikos-Synode)
Die Kirche der wahren orthodoxen Christen Griechenlands (Kallinikos-Synode) (griechisch Ἐκκλησία Γνησίων Ὀρθοδόξων Χριστιανῶν Ελλάδος, auch Lamia-Synode) ist eine kleine altkalendarische orthodoxe Kirche in Griechenland und anderen Ländern.

## Strukturen
Die Kirche besteht aus acht Metropolien in Griechenland und zwei Exarchaten in Russland und der Ukraine und in Rumänien und Bulgarien. Sie wird geleitet vom Erzbischof von Athen.
Die Kirche folgt dem orthodoxen Ritus in Liturgie und geistlichem Leben. Sie hat den Julianischen Kalender.
Sie wird von anderen orthodoxen Kirchen nicht als kanonisch anerkannt.

## Geschichte
Die Kirche der wahren orthodoxen Christen Griechenlands unter Metropolit Kallinikos wurde 1995 aus der Kirche der wahren orthodoxen Christen Griechenlands (Chrysostomos-Synode) gebildet, nachdem diese gegen Metropolit Euphemios von Thessaloniki Beschuldigungen wegen unkanonischem Verhalten erhoben hatte und dieses auch in den öffentlichen Medien publizierte. Oberhaupt wurde Metropolit Kallinikos Chaniotis von Phtiotida. Weitere drei Metropoliten und ein Bischof der Chrysostomos-Synode schlossen sich der neuen Kirche an. Zwei von ihnen wechselten 1997 zum Ökumenischen Patriarchat von Konstantinopel, die anderen beiden kehrten 1998 zur Chrysostomos-Synode zurück.
2002 bildete Erzbischof Angelos von Avlona eine eigene Synode des patristischen Kalenders, die seit 2016 auch eine Diözese in Deutschland hat.